# Le Mans Football Club
Il Le Mans Football Club, meglio noto come Le Mans, è una società calcistica francese con sede nella città di Le Mans. Milita in Ligue 2, seconda divisione del campionato francese.
Il club fu fondato nel 1985 a seguito della fusione di alcune compagini locali e originariamente era chiamato Le Mans Union Club 72. Nel 2010 il Le Mans ha cambiato il suo nome sociale, in concomitanza con una ristrutturazione dell'assetto societario che ha compreso anche lo spostamento nel nuovo stadio di proprietà MMArena, inaugurato nel gennaio 2011.

## Storia
Il Le Mans Sports Club fu fondato nel 1900, ma fu soltanto nel 1908 che cominciò a disputare gare di calcio. Nel 1910 il Le Mans si qualificò per lo Championnat de la France, ma fu facilmente estromesso da Saint-Servan. Ottenuta molto reputazione fino alla prima guerra mondiale, ricadde nell'anonimato con lo scoppio del secondo conflitto mondiale e disputando un campionato provvisorio bellico nel 1942.
La sezione calcistica dell'Union Sportive du Mans fu fondato nel 1903. Il club attuale è il risultato di una fusione tra l'Union Sportive du Mans ed il Le Mans Sports Club, avvenuta il 12 giugno 1985. Dalla fondazione, l'ex-calciatore Bernard Deferrez fu nominato allenatore. Il Le Mans trascorse maggior parte della sua neo-esistenza in Division 2. Nel 1998 ha raggiunto la semifinale di Coppa di Francia. Nel 2003–04 arrivò la prima partecipazione nel massimo campionato, ma durò soltanto un anno. Il Le Mans tornò nel massimo campionato nel 2004–05 e questa volta riuscì a rimanere in Ligue 1 per quattro stagioni. Nella stagione 2005-06 della Ligue 1 ha molto ben figurato, riuscendo a mantenere le prime posizioni nella prima metà del campionato. Retrocesse in Ligue 2 nel 2009-10. Durante la stagione del 2009, il Le Mans ha annunciato il cambio di nome, di assetto societario e lo spostamento nel nuovo stadio. Complici le difficoltà economiche, nel 2013 il club è stato messo in liquidazione ed è stato costretto a ripartire dai campionati regionali.
Il 2 giugno 2019 il Le Mans ha sconfitto per 2-0 il Gazelec Ajaccio nel ritorno del cosiddetto "barrage", ovvero lo spareggio interdivisionale tra la terzultima della Ligue 2 e la terza classificata del National (all'andata avevano vinto i corsi per 2-1) e così ha fatto ritorno in Ligue 2.

## Palmarès

### Competizioni nazionali
- Championnat de France amateur: 1

2017-2018
- Championnat de France amateur 2: 4

1993-1994, 1997-1998, 1998-1999, 2004-2005

### Competizioni giovanili
- Coppa Gambardella: 1

2004

### Altri piazzamenti
- Coppa di Francia:

Semifinalista: 1998-1999
- Coppa di Lega francese:

Semifinalista: 2005-2006, 2006-2007, 2007-2008
- Campionato francese di seconda divisione:

Secondo posto: 2002-2003, 2004-2005
Terzo posto: 1991-1992 (girone A)
- Championnat National:

Secondo posto: 2024-2025
Terzo posto: 2018-2019

## Organico

### Rosa 2023-2024
Aggiornata al 14 ottobre 2023. 
| N. |                           | Ruolo | Calciatore             |
| -- | ------------------------- | ----- | ---------------------- |
| 2  | Camerun (bandiera)        | D     | Pierre-Daniel N'Guinda |
| 3  | Francia (bandiera)        | D     | Freddy Colombo         |
| 6  | Francia (bandiera)        | C     | Maxence Derrien        |
| 7  | Comore (bandiera)         | A     | Zaïd Amir              |
| 8  | Francia (bandiera)        | C     | Tristan Boubaya        |
| 9  | Costa d'Avorio (bandiera) | A     | Armand Gnanduillet     |
| 10 | Francia (bandiera)        | C     | Fahd El Khoumisti      |
| 11 | Francia (bandiera)        | C     | Maken Aiko             |
| 16 | Guadalupa (bandiera)      | P     | Nicolas Kocik          |
| 17 | Francia (bandiera)        | D     | Samuel Yohou           |
| 20 | Francia (bandiera)        | A     | Hugo Vargas-Ríos       |

| N. |                         | Ruolo | Calciatore        |
| -- | ----------------------- | ----- | ----------------- |
| 21 | Francia (bandiera)      | A     | Alexandre Lauray  |
| 25 | Francia (bandiera)      | D     | Jeffrey Quarshie  |
| 27 | RD del Congo (bandiera) | C     | Hassimi Fadiga    |
| 29 | Gabon (bandiera)        | D     | Edwin Quarshie    |
| 33 | Francia (bandiera)      | A     | Ianis Polla Boyom |
| 40 | Francia (bandiera)      | P     | Ewan Hatfout      |

### Rosa 2022-2023
Aggiornata al 13 luglio 2022. 
| N. |                           | Ruolo | Calciatore             |
| -- | ------------------------- | ----- | ---------------------- |
| 2  | Camerun (bandiera)        | D     | Pierre-Daniel N'Guinda |
| 3  | Francia (bandiera)        | D     | Freddy Colombo         |
| 6  | Francia (bandiera)        | C     | Maxence Derrien        |
| 7  | Comore (bandiera)         | A     | Zaïd Amir              |
| 8  | Francia (bandiera)        | C     | Tristan Boubaya        |
| 9  | Costa d'Avorio (bandiera) | A     | Armand Gnanduillet     |
| 10 | Francia (bandiera)        | C     | Fahd El Khoumisti      |
| 11 | Francia (bandiera)        | C     | Maken Aiko             |
| 16 | Guadalupa (bandiera)      | P     | Nicolas Kocik          |
| 17 | Francia (bandiera)        | C     | Martin Rossignol       |
| 20 | Francia (bandiera)        | A     | Hugo Vargas-Ríos       |

| N. |                         | Ruolo | Calciatore        |
| -- | ----------------------- | ----- | ----------------- |
| 21 | Francia (bandiera)      | A     | Alexandre Lauray  |
| 25 | Francia (bandiera)      | D     | Jeffrey Quarshie  |
| 27 | RD del Congo (bandiera) | C     | Hassimi Fadiga    |
| 29 | Gabon (bandiera)        | D     | Edwin Quarshie    |
| 33 | Francia (bandiera)      | A     | Ianis Polla Boyom |
| 40 | Francia (bandiera)      | P     | Ewan Hatfout      |

### Rosa 2019-2020
Aggiornata al 2 agosto 2019.
| N. |                      | Ruolo | Calciatore       |
| -- | -------------------- | ----- | ---------------- |
| 1  | Francia (bandiera)   | P     | Pierre Patron    |
| 2  | Francia (bandiera)   | D     | Alexandre Vardin |
| 3  | Francia (bandiera)   | D     | Enzo Ebosse      |
| 5  | Francia (bandiera)   | D     | Dorian Lévêque   |
| 6  | Francia (bandiera)   | C     | Guessouma Fofana |
| 7  | Francia (bandiera)   | A     | Stéphen Vincent  |
| 8  | Francia (bandiera)   | C     | Aloïs Confais    |
| 9  | Francia (bandiera)   | A     | Vincent Créhin   |
| 10 | Marocco (bandiera)   | C     | Hamza Hafidi     |
| 11 | Francia (bandiera)   | A     | Franck Julienne  |
| 12 | Francia (bandiera)   | D     | Tom Duponchelle  |
| 14 | Francia (bandiera)   | C     | Yann Boé-Kane    |
| 16 | Guadalupa (bandiera) | P     | Yohann Thuram    |

| N. |                            | Ruolo | Calciatore           |
| -- | -------------------------- | ----- | -------------------- |
| 18 | Francia (bandiera)         | C     | Youssef Maziz        |
| 19 | Nuova Caledonia (bandiera) | C     | Georges Gope-Fenepej |
| 20 | Rep. del Congo (bandiera)  | A     | Bevic Moussiti-Oko   |
| 22 | Francia (bandiera)         | C     | Rémy Boissier        |
| 23 | Francia (bandiera)         | C     | Aboubakary Kanté     |
| 24 | Francia (bandiera)         | D     | Pierre Lemonnier     |
| 25 | Francia (bandiera)         | A     | Jeffrey Quarshie     |
| 27 | RD del Congo (bandiera)    | C     | Harrison Manzala     |
| 28 | Francia (bandiera)         | D     | Thomas Dasquet       |
| 29 | Gabon (bandiera)           | D     | Yrondu Musavu-King   |
| 30 | Francia (bandiera)         | P     | Jérémy Aymes         |
| 33 | Francia (bandiera)         | A     | Thibault Rambaud     |

### Rosa 2018-2019
| N. |                           | Ruolo | Calciatore       |
| -- | ------------------------- | ----- | ---------------- |
| 1  | Francia (bandiera)        | P     | Thibault Ferrand |
| 2  | Francia (bandiera)        | D     | Alexandre Vardin |
| 4  | Francia (bandiera)        | D     | Corentin Guiet   |
| 5  | Francia (bandiera)        | D     | Raphaël Calvet   |
| 6  | Francia (bandiera)        | D     | Nicolas Suchet   |
| 7  | Francia (bandiera)        | C     | Stéphen Vincent  |
| 9  | Francia (bandiera)        | C     | Vincent Créhin   |
| 10 | Marocco (bandiera)        | C     | Hamza Hafidi     |
| 11 | Costa d'Avorio (bandiera) | A     | Soro Nanga       |
| 12 | Francia (bandiera)        | D     | Tom Duponchelle  |
| 13 | Francia (bandiera)        | A     | Romain Montiel   |
| 16 | Francia (bandiera)        | P     | Nicolas Kocik    |
| 18 | Francia (bandiera)        | A     | Romain Dupont    |

| N. |                           | Ruolo | Calciatore             |
| -- | ------------------------- | ----- | ---------------------- |
| 19 | Francia (bandiera)        | C     | Georges Gope-Fenepej   |
| 21 | Senegal (bandiera)        | C     | Ousseynou Cavin Diagne |
| 22 | Francia (bandiera)        | C     | Rémy Boissier          |
| 24 | Francia (bandiera)        | D     | Pierre Lemonnier       |
| 25 | Francia (bandiera)        | C     | Stéphane Diarra        |
| 26 | Costa d'Avorio (bandiera) | D     | Ali Keïta              |
| 28 | Francia (bandiera)        | D     | Thomas Dasquet         |
| 29 | Francia (bandiera)        | D     | Ryan Bidounga          |
| 30 | Francia (bandiera)        | P     | Jérémy Aymes           |
|    | Francia (bandiera)        | D     | Olivier Vasseur        |
|    | Francia (bandiera)        | D     | Sylvain Vitta          |
|    | Francia (bandiera)        | D     | Yanis Si Mohammed      |
|    | Angola (bandiera)         | A     | Fernando Miranda       |

### Rosa 2012-2013
| N. |                               | Ruolo | Calciatore                 |
| -- | ----------------------------- | ----- | -------------------------- |
| 1  | Francia (bandiera)            | P     | Quentin Beunardeau         |
| 5  | Costa d'Avorio (bandiera)     | D     | Mamadou Doumbia            |
| 6  | Benin (bandiera)              | D     | Khaled Adénon              |
| 7  | Rep. Centrafricana (bandiera) | A     | Hilaire Momi               |
| 8  | Francia (bandiera)            | C     | Frédéric Thomas (capitano) |
| 9  | Francia (bandiera)            | A     | Anthony Derouard           |
| 10 | Guinea (bandiera)             | A     | Idrissa Sylla              |
| 11 | Francia (bandiera)            | C     | Massiré Kanté              |
| 13 | Burkina Faso (bandiera)       | C     | Fadil Sido                 |
| 14 | Camerun (bandiera)            | C     | Patrick Ekeng              |
| 16 | Francia (bandiera)            | P     | Jérémie Janot              |
| 18 | Francia (bandiera)            | C     | Olivier Thomert            |

| N. |                               | Ruolo | Calciatore       |
| -- | ----------------------------- | ----- | ---------------- |
| 19 | Rep. Centrafricana (bandiera) | D     | Fernander Kassaï |
| 20 | Francia (bandiera)            | A     | Fousseyni Cissé  |
| 21 | Francia (bandiera)            | D     | Mory Koné        |
| 22 | Costa d'Avorio (bandiera)     | D     | Ali Bamba        |
| 23 | Costa d'Avorio (bandiera)     | C     | Zito             |
| 24 | Francia (bandiera)            | D     | Jason Buaillon   |
| 25 | Francia (bandiera)            | C     | Morgan Sanson    |
| 27 | Francia (bandiera)            | A     | Anthony Koura    |
| 28 | Francia (bandiera)            | C     | Amara Baby       |
| 29 | Cina (bandiera)               | C     | Zhang Jiaqi      |
| 30 | Georgia (bandiera)            | P     | Giorgi Makaridze |